# Championnat des îles Cook de football 2023
 (mars 2025).
Si vous disposez d'ouvrages ou d'articles de référence ou si vous connaissez des sites web de qualité traitant du thème abordé ici, merci de compléter l'article en donnant les références utiles à sa vérifiabilité et en les liant à la section « Notes et références ».
Navigation
Saison précédente Saison suivante
La saison 2023 du Championnat des îles Cook de football est la cinquantième édition du championnat de première division aux Îles Cook. Les six meilleurs clubs de Roratanga sont regroupés au sein d'une poule unique, la Round Cup, où ils s'affrontent deux fois au cours de la saison. Il n’y a ni promotion, ni relégation en fin de saison.
C'est le Tupapa Maraerenga FC, tenant du titre, qui est à nouveau sacré champion des îles Cook cette saison après avoir terminé en tête du classement final. C'est le 18e titre de champion des îles Cook de l’histoire du club.

## Les clubs participants
| Equipe                 | Ville    | Stade              | Capacité |
| ---------------------- | -------- | ------------------ | -------- |
| Tupapa Maraerenga FC T | Avarua   | Victoria Park      | 1 000    |
| Avatiu FC              | Avatiu   | Avatiu Swamp Field | 1 000    |
| Matavera FC            | Matavera | CIFA Complex       | 500      |
| Nikao Sokattack FC     | Avarua   | Nikao Field        | 700      |
| Puaikura FC            | Arorangi | BCI Stadium        | 3 000    |
| Titikaveka FC          | Avarua   | Titikaveka Field   | 1 000    |

## Compétition

### Classement
Le barème utilisé pour établir le classement est le suivant :
- Victoire : 3 points
- Match nul : 1 point
- Défaite : 0 point

| Rang | Équipe                 | Pts | J  | G  | N | P  | Bp | Bc | Diff |
| ---- | ---------------------- | --- | -- | -- | - | -- | -- | -- | ---- |
| 1    | Tupapa Maraerenga FC T | 33  | 12 | 11 | 0 | 1  | 47 | 3  | +44  |
| 2    | Nikao Sokattack FC     | 33  | 12 | 11 | 0 | 1  | 41 | 9  | +32  |
| 3    | Puaikura FC            | 17  | 12 | 5  | 2 | 5  | 18 | 23 | -5   |
| 4    | Titikaveka FC          | 9   | 12 | 2  | 3 | 7  | 12 | 26 | -14  |
| 5    | Avatiu FC              | 8   | 12 | 2  | 2 | 8  | 17 | 37 | -20  |
| 6    | Matavera FC            | 4   | 12 | 1  | 1 | 10 | 9  | 46 | -37  |

|  | Qualification pour la Ligue des champions de l'OFC 2024 |
|  | T : Tenant du titre                                     |

## Bilan de la saison
| Championnat des îles Cook de football 2023 |                                  |
| Champion                                   | Tupapa Maraerenga FC (18e titre) |
| Qualifications continentales               |                                  |
| Ligue des champions de l'OFC 2024          | Tupapa Maraerenga FC             |
| Promotions et relégations                  |                                  |
| Promus en Round Cup                        | Aucun                            |
| Relégués                                   | Aucun                            |